# Börje Wallberg
Karl Gustaf Börje Wallberg, född den 28 februari 1923 i Södertälje församling i Stockholms län, död den 19 december 2014 i Oscars församling i Stockholm, var en svensk militär.

## Biografi

### Militär karriär
Wallberg avlade officersexamen vid Krigsskolan 1946 och utnämndes samma år till fänrik vid Livregementets husarer. Han tjänstgjorde vid förbandet till 1957 och det året befordrades han också till ryttmästare där. Han studerade 1954–1956 vid Krigshögskolan. År 1959 befordrades han till kapten i Generalstabskåren och tjänstgjorde 1959–1964 i staben i III. militärområdet. Han befordrades 1964 till major vid Göta trängregemente, där han tjänstgjorde 1964–1965. Åren 1965–1968 var han militärassistent vid Överstyrelsen för ekonomiskt försvar, befordrad till överstelöjtnant 1966. År 1968 inträdde han i Generalstabskåren, varpå han var huvudlärare i strategi vid Militärhögskolan (MHS) 1968–1970. Han befordrades 1970 till överste, varpå han 1970–1972 var chef för Armélinjen vid MHS. Åren 1972–1974 var han chef för Norrlands trängregemente. År 1974 befordrades han till överste av första graden, varefter han var tränginspektör 1974–1983.
I en nekrolog karakteriseras han sålunda: ”Börjes Wallbergs breda kunskaper och stora intresse för människor, historia, strategi och pedagogik gjorde att han var mycket uppskattad av såväl kolleger som elever. Hans ledarskap var omvittnat vidsynt och lyhört. Hans enskilda samtal med elever genomfördes med stor respekt för individen och var ett stöd för unga officerares fortsatta karriär och verksamhet.”

### Engagemang och uppdrag
Utöver sin ordinarie militära verksamhet intresserade Wallberg sig mycket för folkrätt, mänskliga rättigheter och krigets lagar. Han undervisade i dessa ämnen såväl inom svenska försvarsmakten som internationellt. Han var 1979–1984 expert i 1978 års folkrättskommitté, ledamot av Folkrättsdelegationen 1985–1988 och ordförande i Svenska Röda Korset 1981–1987. Han var vice rikskårchef för Frivilliga automobilkårernas riksförbund 1981–1983 och 1987–1989 samt rikskårchef 1989–1993.
Börje Wallberg invaldes 1976 som ledamot av Kungliga Krigsvetenskapsakademien.
Ett stort fritidsintresse för honom var filateli och han räknades som en av Sveriges största filatelister genom tiderna.
Han var förbundssekreterare 1967–1976 och vice förbundsordförande 1983–1984 i Sveriges Filatelistförbund samt hedersmedlem av förbundet. Han var från 1976 verksam som juryman vid internationella frimärksutställningar och var 1983–1987 generalsekreterare för internationella utställningen Stockholmia 86. Åren 1992–2000 var han ordförande i Postmusei vänner. Han tilldelades 1987 Strandellmedaljen och blev 1994 inkluderad i Roll of Distinguished Philatelists.

### Familj
Börje Wallberg var son till kontorschefen John Wallberg och Eugenia Palm. Han var 1951–1973 gift med Annie-Marie Kvarforth och från 1973 med arkivarien Evabritta Personne. Börje Wallberg är begravd på Danderyds kyrkogård.

### Utmärkelser
- Riddare av första klassen av Svärdsorden, 1965.[10]
- Kommendör av Svärdsorden, 1974.[11]